# Gary Magness
Gary Magness (Texas, 26 de fevereiro de 1954) é um empresário e produtor cinematográfico norte-americano. Como reconhecimento, foi nomeado ao Oscar 2010 na categoria de Melhor Filme por Precious.